# Condé-lès-Autry
Condé-lès-Autry è un comune francese di 73 abitanti situato nel dipartimento delle Ardenne nella regione del Grand Est.

## Società

### Evoluzione demografica
Abitanti censiti